# 사가미하라시
사가미하라시(일본어: 相模原市)는 일본 가나가와현 북부에 있는 도시로 도쿄도와 접한다. 현내에서 요코하마시, 가와사키시에 이어 세 번째로 인구가 많다.
2007년 3월 11일에 2개 정(町)을 편입하여 인구가 70만 명을 돌파하였다. 2010년 4월 1일에 일본의 19번째 정령지정도시로 승격되었고, 미도리구, 주오구, 미나미구 등 3개 구가 설치되었다. 이 승격으로 가나가와현은 일본에서 유일하게 3개의 정령지정도시가 있는 현이 되었다.

## 역사
현대의 사가미하라 지역은 고대부터 사람들이 정착했고 구석기 시대와 고훈 시대의 수많은 유적들이 발견된다. 가마쿠라 시대 초기에 무사시국의 7개 무사 일족 중 하나인 요코야마씨의 본거지였다. 에도 시대에 사가미하라 주변의 땅은 이론적으로는 에도 막부의 직할령이었다. 그러나 실제로 이 지역은 많은 하타모토들의 작은 영지와 오기노-야마나카번, 가라스야마번의 영토 등으로 조각나 있었다.
메이지 유신 이후 남쪽 부분은 고자군의 일부가 되었고 북쪽 부분은 아이코군의 일부가 되었다. 1889년 4월 1일에 고자군 부분은 행정적으로 6개 촌으로 나뉘었다. 이 지역은 1930년대에 광대한 훈련 시설과 일본군의 무기고가 위치했다. 6개 촌은 이웃한 자마정과 합쳐져 사가미하라정을 이루었다. 사가미하라정이 성립되었을 때는 일본에서 가장 큰 정이었다.
1948년 9월 1일에 자마는 행정상으로 자마정으로 분리되었다. 남아 있던 부분은 1954년 11월 20일에 사가미하라시가 되었다. 인구는 지역 산업 발전과 요코하마, 도쿄, 하치오지로 연결되는 훌륭한 교통 인프라 덕에 꾸준히 증가하였다. 2003년에 중핵시로 지정되었다.
2006년 3월 20일에 사가미하라시는 과거 쓰쿠이군의 쓰쿠이정과 사가미코정을 합병하였다. 2007년 3월 11일에 쓰쿠이군의 후지노정과 시로야마정이 사가미하라시에 편입되었고 쓰쿠이군은 폐지되었다. 2007년에 사가미하라시는 인구는 70만 명을 넘어섰다.

## 교통

### 철도
- 동일본 여객철도
  - 요코하마선
  - 사가미선
  - 주오 본선

- 오다큐 전철
  - 오다와라선

- 게이오 전철
  - 사가미하라선

### 도로
- 주오 자동차도
- 겐오 자동차도
- 국도 제16호선
- 국도 제20호선
- 국도 제129호선
- 국도 제412호선
- 국도 제413호선

## 인구
| 연도 | 인구    | ±%      |
| ---- | ------- | ------- |
| 1950 | 106,827 | —       |
| 1960 | 137,114 | +28.4%  |
| 1970 | 317,296 | +131.4% |
| 1980 | 494,255 | +55.8%  |
| 1990 | 602,426 | +21.9%  |
| 2000 | 681,150 | +13.1%  |
| 2010 | 717,515 | +5.3%   |
| 2020 | 725,493 | +1.1%   |